# Alexis Gómez
Alexis Lauren Gómez (ur. 18 grudnia 2000) – meksykańska zapaśniczka walcząca w stylu wolnym. Zajęła 31. miejsce na mistrzostwach świata w 2023 roku. 
Siódma na igrzyskach panamerykańskich w 2023. Srebrna medalistka igrzysk Ameryki Środkowej i Karaibów w 2023. Brązowa medalistka mistrzostw panamerykańskich w 2025 roku.